# تورستن شوغرن
كارل جوستاف تورستن شوغرن (30 يناير 1896 – 27 يوليو 1974) كان طبيبًا نفسيًا وعالمًا في علم الوراثة السويدي. ولد في سودرتاليا وتوفي في غوتنبرغ.  في ستوكهولم، وتخرج منها حاصلاً علي الليسانس في الطب في عام 1925، وفي عام 1931 أصبح دكتور في الطب و محاضر في الطب النفسي في جامعة لوند.  كان Torsten Sjögren رئيسًا للاتحاد الدولي لمنظمات تحسين النسل في أواخر الثلاثينيات.  كان شوغرن أستاذًا للطب النفسي في معهد كارولينسكا من عام 1945 إلى عام 1961. انتخب عضوا في الأكاديمية الملكية السويدية للعلوم عام 1951. سُميت متلازمة شوغرن لارسون باسمه (جنبًا إلى جنب مع تاج لارسون) وكذلك متلازمة مارينسكو شوغرن.  
كما شارك في توصيف داء ليبوفوسيني سيرويدي عصبي.